# 東京厚生年金会館

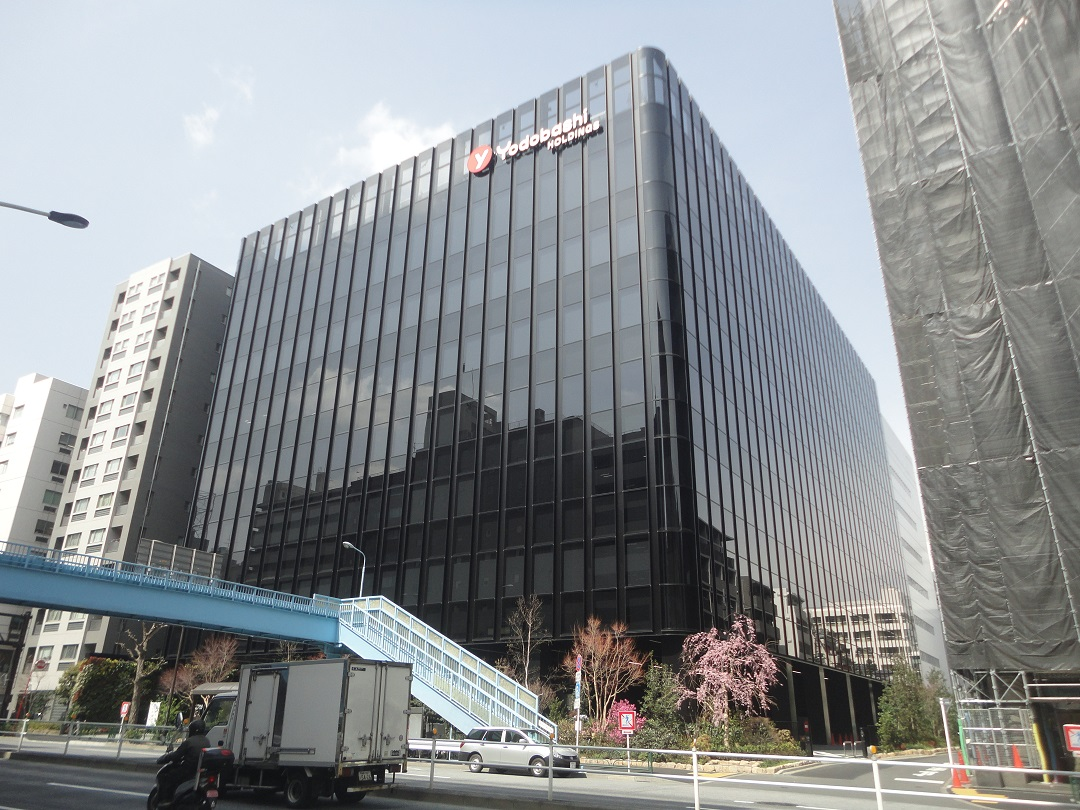
東京厚生年金会館跡地に建てられたヨドバシカメラ第二本社ビル。

東京厚生年金会館（とうきょうこうせいねんきんかいかん）は、東京都新宿区新宿五丁目にあった、厚生年金保険加入者の福祉増進を目的として社会保険庁が設置した厚生年金福祉施設。全国に所在した厚生年金会館の一つで、通称ウェルシティ東京。社会保険庁に関連する財団法人厚生年金事業振興団が運営していた。所在地から、「新宿厚生年金会館」と呼ばれることも多かったが、正式名称は「東京厚生年金会館」である。

## 概要
1961年（昭和36年）4月15日にオープン。開場当時都内最大級を誇った多目的ホールと、91室あるホテル、宴会場、レストランがあった。

## 公演実績
こけら落とし公演は森繁久彌であった。新宿駅から徒歩約15分という至便性と、大ホールのキャパ約2000という適度の大きさもあり、70年代から80年代にかけて、ライブハウスや小さなホールで成功したフォーク／ロック／ニューミュージック系アーティストが次に目指すホールとして、渋谷公会堂、中野サンプラザと並ぶ目標の一つであった。このため後々まで語り継がれるコンサートも開かれている。1969年11月2日に開催された第3回ヤマハ・ライト・ミュージック・コンテスト全国大会では、優勝した赤い鳥にジ・オフ・コース（オフコース）が衝撃を受けたエピソードは音楽ファンには有名である。また吉田拓郎が所属した広島フォーク村の東京旗揚げ公演も1970年6月27日にここで行われ、ブレイク直後の井上陽水『陽水ライヴ もどり道』は、1973年4月14日にここの小ホールでのライブが録音された。さだまさしは最多公演となる174回の公演を行っており、2010年のファイナル公演は、歴代3位の公演数（75回）を誇る松山千春が務めた。80年代頃までは外国のミュージシャンも数えきれないほど来日コンサートをここで行っていた。チャック・ベリーやデヴィッド・ボウイ、アニマルズ、ザ・ビーチ・ボーイズ、キング・クリムゾン、プロコル・ハルム、エルトン・ジョン、ダイアナ・ロス、ザ・バンド、ミッシェル・ポルナレフ、ビージーズ、エルヴィス・コステロ、トーキング・ヘッズ、エリック・クラプトン、ジャーニー、U2、ナイト・レンジャー、スコーピオンズ、ヴァン・ヘイレン、ノーランズ、ザ・クラッシュ、ホール&オーツ、TOTO、ボブ・マーリー、スプリームス、J・ガイルズ・バンド、スタイル・カウンシル、ユーリズミックス、ジューダス・プリースト、マイルス・デイヴィスなど。90年代に入ると都内及び神奈川県、埼玉県にホールが増えたこともあり、外国のミュージシャンの公演は減っていった。

## 閉館までの流れ
2005年に施設保有権が独立行政法人年金・健康保険福祉施設整理機構に移管され、ほかの厚生年金会館とともに民間への売却対象となった。新宿では数少ない大規模公共ホールでもあることから、新宿区議会が所轄大臣である厚生労働大臣らに意見書を提出するなど、施設存続を求める動きも一部で見られたが、経営合理化に加え、建物の老朽化などの問題を無視できなかった。
本館と別館について、それぞれ2009年（平成21年）12月1日に入札公告が出され、2010年（平成22年）2月12日に入札が行われた結果、本館はヨドバシカメラが120億円で、別館は伸和技研が4億750万円で落札した。ヨドバシカメラはカメラ博物館、ギャラリー、オフィス他に、伸和技研はマンション建設予定地に活用する予定を表明した。
入札結果の如何に関わらず同年3月31日で厚生年金事業振興団による運営を終了することが決まっており、2月10日〜2月26日にCHAGE and ASKAのASKAが「ASKA 10 DAYS SPECIAL グッバイ&サンキュー東京厚生年金会館 -ここにあなたの足跡を-」公演を行った他、3月27日に立川談春、28日にさだまさし（同ホール最多公演となる174回目）、29日に松山千春が公演を行って、ホールとしての歴史に幕を閉じた。
閉鎖後、本館・別館とも解体され、別館跡地はマンションが建設された。本館については、建屋解体工事中に本館の内部に石綿（アスベスト）が使用されていたことがわかり、跡地に隣接する新宿区立新宿第二保育園（当時。現：富久ソラのこども園ちいさなうちゅう分園）に通う児童の保護者らがアスベスト問題への懸念を示していた。更地になった後は、暫定的に駐車場として活用されていたが、2019年3月末までに五洋建設によりヨドバシカメラのネット配送センター、鹿島建設により同社の第二本社ビルが建てられた。

## 施設概要
- 所在地：東京都新宿区新宿五丁目3番1号
  - 東京メトロ丸ノ内線 新宿御苑前駅から徒歩5分
  - 東京メトロ丸ノ内線・副都心線・都営地下鉄新宿線 新宿三丁目駅から徒歩5分
  - 新宿駅西口から都営バス白61系統練馬車庫行き「厚生年金会館（現・新宿一丁目北（元厚生年金会館前））」下車、または徒歩15分
- 宿泊施設（宿泊室数 : 91室、宿泊定数 : 132名）
- 大ホール 
  - 収容席数 : 2,062席（1階 : 1,186席、2階 : 876席）
  - ステージ : 間口20m×奥行16m×天井高11m
- 宴会場：6室
- その他にレストラン「アモーレ」、カルチャースクールもある。

## 当館で行われたイベント（一部）
- レッドツェッペリン?
- 8時だョ!全員集合
- ナイト・レンジャー 日本公演(1983年)
- メガロポリス歌謡祭（1986年）
- 日清ちびっこのどじまん（第1回〜第3回日本一大会の会場として使用、1966年〜1968年）
- 新宿音楽祭
- NHKニューイヤーオペラコンサート
- 日本大衆音楽祭（現在は持ち回りで開催されている）
- 代々木アニメーション学院入学式・卒業式